# Unterhaltungssoftware Selbstkontrolle
Unterhaltungssoftware Selbstkontrolle forkortet USK er et vurderingssystem for computerspilindhold i Tyskland.

## Links
- Officiel hjemmeside

| computerspil | Spire Denne computerspilsrelaterede artikel er en spire som bør udbygges. Du er velkommen til at hjælpe Wikipedia ved at udvide den. |